# Odontopera indecoraria
Odontopera indecoraria là một loài bướm đêm trong họ Geometridae.